# Harald Christensen
Harald Christensen (9 de abril de 1907 — 27 de novembro de 1994) foi um ciclista dinamarquês que representou o seu país nos Jogos Olímpicos de 1932, em Los Angeles, onde conquistou a medalha de bronze competindo no tandem, prova na qual fez par com Willy Gervin.